# 新加坡同性婚姻
新加坡不承認同性婚姻或任何同性的民事結合。2022年，新加坡國會通過一項憲法修正案，賦予自身「定義、規範、保護和促進婚姻制度」的權力。

## 住房與移民權利
在新加坡，獲得公共住房的資格是已婚夫妻享有的重要福利之一。由於新加坡的房價高昂，公共住房對於中產階級與勞工階層而言是最可負擔的住房選擇。購買建屋發展局組屋幾乎是所有打算正式結婚的情侶邁向婚姻生活的重要一步，並已深植於新加坡社會中。目前超過80%的新加坡家庭居住在政府出售的公共住宅中。然而，在新加坡，無論是本地人或外國人，同性伴侶都無法透過公共住房計劃擁有自己的住所，許多人因無力負擔私人住宅而只能租屋。同性伴侶若雙方皆為新加坡公民，且年滿35歲，則可透過「单身者联合住房计划」購買組屋。私人住宅的價格通常是公共住房的數倍，但對公眾與外國人開放，因此同性伴侶可以購買私人住宅。
新加坡政府不承認在國外合法註冊的同性結合。因此，通常發放給異性配偶的家屬簽證，並不適用於同性伴侶。同性伴侶必須以個人身分自行申請居留許可。此外，同性伴侶在稅收優惠、遺囑、配偶保險等方面也不享有與異性伴侶同等的待遇。在多數領域，如醫院探視權和公積金福利方面，同性結合亦未受到承認。

## 法律狀況
2022年8月21日，新加坡總理李顯龍宣布，政府將廢除《刑法》第377A條，正式結束對男性間私人、雙方同意性行為的刑事定罪。隔日（8月22日），內政兼律政部長尚穆根補充說，新加坡憲法將修訂，以「保護國會對婚姻定義的權力」，而非由司法機關決定，這也意味著國會日後可通過簡單多數票來合法化同性婚姻或民事結合。尚穆根強調，婚姻的定義不會寫入憲法，他表示：「任何想推動同性婚姻的政黨或團體都將能夠這麼做。」
2022年10月20日，政府提出一項憲法修正案草案，賦予國會「定義、規範、保護及促進婚姻制度的權力」。該修正案與廢除第377A條的法案於11月28日在國會辯論，並於11月29日獲得通過。該法案由總統哈莉瑪於2022年12月27日簽署，並於2023年1月6日刊登於《新加坡政府憲報》。根據這項憲法修正案，以及《婦女憲章》所設的先例，婚姻若非「一男一女」即屬無效，因此新加坡僅承認異性婚姻。

憲法第156條目前內容如下：
|  | (1) 立法機關得依法律定義、規範、保護、維護、支持、促進婚姻制度。 (2) 依任何成文法律的規定，政府及任何公共機關在行使其行政權時，得保護、維護、支持、促進婚姻制度。 (3) 第四部分的任何規定，不得使於2022年《新加坡共和國憲法（第3號修正案）》生效前、當日或之後頒布的任何法律因下列原因而無效： — (a) 該法律將婚姻定義為一男一女之結合；或 (b) 該法律係基於上述婚姻定義所制定。 (4) 第四部分的任何規定，亦不得使於2022年《新加坡共和國憲法（第3號修正案）》生效前、當日或之後，任何基於婚姻為一男一女結合之定義而行使的行政權為無效。 |

2024年6月，一對同性伴侶（34歲的蔡耀贤（英文名：Andee Chua）與37歲的劉雨果（英文名：Hugo Liu））在新加坡中區舉行婚禮，儘管該婚姻在法律上並未獲得承認。這對伴侶表示：「在這裡舉辦婚禮，讓我們能夠與摯愛的人一起分享這個特別的時刻，在這個讓我們有歸屬感的地方慶祝。我們選擇在新加坡結婚，是希望能提升同性關係的可見度。對我們的社群而言，可見性與正面代表性非常重要，因為我們在主流媒體中幾乎看不到這樣的呈現。」

## 公眾輿論
根據新加坡政策研究所於2013年進行的一項調查，大約有75%的新加坡人反對同性婚姻。該研究機構在2018年8月至2019年1月期間進行的另一項調查顯示，新加坡社會雖然仍然偏向保守，但對LGBT權利的支持有所增長。調查指出，超過20%的受訪者表示成年人之間的同性性行為「完全沒有錯」或「大多數情況下沒有錯」，比2013年上升約10%。約有27%的受訪者對同性婚姻持相同看法（2013年為15%），而30%的受訪者則認為同性伴侶收養孩子也不是錯的（2013年為24%）。
2019年，YouGov進行的一項民調顯示，有34%的新加坡人支持同性民事伴侶關係，43%反對其合法化，剩下的23%則表示不確定。年輕受訪者的支持度更為顯著：在18至34歲年齡層中，有50%的人支持民事伴侶關係，僅20%反對。相比之下，55歲以上年齡層中僅有22%表示支持。在擁有大學學歷的受訪者中，41%支持同性伴侶合法化，而在沒有大學學歷者中僅26%表示贊同。在自認為「非常虔誠」的宗教信仰者中，僅有23%支持同性伴侶關係；相對地，對宗教「完全無信仰」的受訪者中有51%表示支持。除了無宗教信仰者以外，多數支持也來自認同自己為LGBT身分者（71%支持、22%反對）以及認識同性伴侶者（52%支持、33%反對）。
2019年年中，政策研究所進行的另一項調查發現，新加坡對同性婚姻的反對率已下降至60%，相較2013年的74%有顯著減少。該調查亦顯示，將近六成、年齡介於18至25歲的新加坡人認為同性婚姻並沒有錯。同年6月，黑箱研究（英語：Blackbox Research）進行的線上調查指出，有56%的新加坡人反對其他國家仿效台灣合法化同性婚姻，44%則表示支持。在被問及對於台灣在新法通過後首週有超過300對同性伴侶結婚的看法時，約49%的受訪者表達正面情緒，其中14%「非常正面」、35%「稍微正面」；而51%的受訪者持負面看法，其中20%「非常負面」、31%「稍微負面」。
2022年6月至9月期間，皮尤研究中心進行的民調發現，新加坡對同性婚姻的支持度上升至45%，反對率下降至51%。支持度在宗教上無信仰者中最高，達62%；其次為印度教徒60%、佛教徒53%；而基督徒的支持度僅為29%，穆斯林更僅有21%。此支持比例在六個受調查的東南亞國家中排名第四，落後於越南（65%）、泰國（60%）與柬埔寨（57%），但高於馬來西亞（17%）及印尼（5%）。
2024年6月，根據益普索進行的民調，新加坡人對LGBT權利的支持進一步增長。有54%的新加坡人同意同性伴侶應能結婚或獲得法律承認，25%表示反對，另有21%持中立態度。此外，有57%的新加坡人支持同性伴侶擁有收養孩子的權利，30%反對，13%表示中立。